# Sökö metrostation
Sökö (finska: Soukka) är en metrostation inom Helsingfors metro som togs i bruk år 2022.
Stationen ligger under övergårdsvägen i närheten av Sökö köpcentrum med ingång från Sökö torg och övergårdsvägen. Ingången från torget är i två våningar och fyra hissar tar resenärer ner till plattformen.
Stationens ingångar med sina vassa hörn har influerats av de omgivande modernistiska byggnaderna från 1960-talet. I taket hänger Taneli Rautiainens konstverk "Sfäärit" (Sfärerna) som går hela vägen från plattformen till biljetthallen. Verket, som skall skildra bergskärningar, molntäcken stjärnfall och stjärnbilder, har skapats med hjälp av ljus och metallskivor.